# Możdżany
Możdżany (/mɔʐˈd͡ʐanɨ/) (tyska Mosdzehnen; 1930–1945: Borkenwalde) är en by i Ermland-Masuriens vojvodskap i nordöstra Polen. Byn Regulowken införlivades i Borkenwalde 1938. Możdżany är beläget 107 kilometer öster om Olsztyn.